# Forgách Ferenc (váradi püspök)
Ghymesi és gácsi Forgách Ferenc (Buda, 1530 körül – Padova, 1577. január 19.) bölcsészdoktor, történetíró, nagyváradi püspök, valóságos belső titkos tanácsos.

## Élete
Forgách Zsigmond (?-1563) II. Lajos király kincstárnoka és Zólyomi Kata fia, Forgách Ferenc esztergomi érsek nagybátyja volt. Bátyja, Forgách Simon hadvezér a katonai pályára biztatta, ő azonban Oláh Miklós biztatására egyházba lépett.
Tanulmányait Oláh költségén Padovában végezte, honnan bölcsészdoktori diplomával visszatérvén, még mielőtt felszentelték volna, egri kanonok lett.
Zabardy Mátyás nagyváradi püspök halálával (1556. augusztus 12.). I. Ferdinánd őt szánta a nagyváradi püspökségre és augusztus 26-án már ki is adta kinevező levelét; ő azonban székét soha sem látta, se nem bírta.
1558-ban Ferdinánd magyar követséget bocsátott a regensburgi birodalmi gyűlésre, a német rendek segítségét kikérendőt; vezérletével az ifjú Forgách lett megbízva, aki nagy hatású beszédével a rendeket elragadta és jelentékeny áldozatokra bírta: negyvenezer gyalogost és nyolcezer lovast ajánlottak meg a török elleni hadjáratra.
Lelkessége, szelleme és buzgósága által annyira megnyerte a király kegyét, hogy 1559-ben titkos tanácsosai sorába fölvette, s a pornói apátságot is neki adományozta. Ezóta nagy befolyással bírt az ország ügyeire, melynek érdekeit melegen szívén viselte; főleg a magyar birodalom egységének helyreállítása, a szakadás és polgárháború megszüntetése volt célja.
1560-ban már királyi alkancellár volt; július 16-án IV. Piusz pápa megerősítette őt püspöki székében; a király pedig a Forgách-családot bárói rangra emelte. Ezekben az években többnyire a király mellett volt Bécsben és Prágában, őt tanáccsal és kölcsönnel is támogatta. 1562 decemberében I. Ferdinánd megbízásából Antwerpenben járt Keglevich Péter társával együtt, ahonnan a királyhoz intézett december 28-ai levelét közli a Történeti Tár (1881), 1563. szeptember 20-án jelen volt Miksa ifjabb királynak cseh királlyá koronázásán Prágában; utóbb Ferdinánddal megjelent a pozsonyi országgyűlésen, amely őt a 60. törvénycikk 2. §-ával az ausztriai határok igazítására kiküldött bizottság elnökéül rendelte; ugyanezen országgyűlésen november 1-jén a pozsonyi prépostságot neki adományozta.
Forgách Miksa királynak is meghitt tanácsosa volt. 1566-ban a tordai gyűlés végzése szerint János Zsigmond elfoglalta Nagyváradot; ekkor kérte Forgách a Gregoriancz Pál halálával megürült győri püspöki széket, de ezt el nem nyerhette. A király önkényes uralkodása, az ország szomorú helyzete és magánsérelmek annyira hatottak lelkére, hogy hivataláról lemondott és Itáliába utazott. Innen 1569-ben János Zsigmond udvarába ment, akitől tanácsúri méltóságot és az eltörölt kolozsmonostori apátság birtokaiból hat falut nyert adományul. Még ez évben ismét Olaszhonba ment, de 1570-ben Gyulafehérvárra visszatért. 1571. május 25-én az ország Báthory Istvánt választván fejedelemmé, ez Forgáchot kancellárjává nevezte, s 1574-ben Krakkóba követül küldötte.
Nemcsak a váradi püspökség címéről mondott le, amikor Miksa király udvarát elhagyta, hanem a pápától felmentést is nyert; komoly szándéka volt világi emberré lenni, s megházasodni, szándékát azonban nem valósította meg. Mindezt egy leveléből tudjuk, melyet 1573. november 26-án Kolozsvárról írt Dudith Andráshoz és amelyet Károlyi Árpád a bécsi titkos államlevéltárból közölt (Századok 1880.); ebben a többi közt ezt írja:
„Magam felől azt irhatom, hogy még meg nem nősztem. Immár örömest megnőszném; mert pápától dispensatiom vagyon; de nálunk igen szűk az ember. Ez ideig is meglett volna, ha találtam volna bár csak mediocriter hozzám illendőt. Immár nem tudom az Isten mit ad, de akaratom az, hogy messze ne halasszam."
Ezen levelében határozott kifejezést ad az osztrák törekvésekkel homlokegyenest ellenkező nézeteinek; a németpárti Bekes Gáspár ellen nyilatkozik és örömét fejezi ki az új lengyel királynak, II. Miksa császár riválisának megérkezésén, 1574. március 1-jén. Krakkóban mint Báthory István követe jelen volt Valois Henrik lengyel király koronázásán. Báthory mellett töltött ideje alatt (1571–1575) dolgozott munkáján. A megerőltető munka megrongálta egészségét, az orvosok az olasz éghajlatot ajánlották neki; tüdőbaja lehetett. 1575 júliusában Padovába ment, ahol két év múltán elhunyt.

## Művei
- 1. Oratio in funere Augustiss. Potentis. Felicis. Pacifici, Pientiss. Imp. Ferdinandi I. habita… septima Augusti, 1565. in Templo D. Stephani. Viennae, 1565
- 2. Zigethi, Hungariae claustri praestantissimi vera Descriptio et Obsidionis Epitome, ex… Sui temporis Historiarum Commentariis, bona fide de vergo ad verbum descripta, nunquam antehac visa, et nunc primum in lucem emissa. Vittenbergae, 1587 (kiadta öccse F. Imre, 2. kiadás. Nürnberg, 1664, németül)
- 3. Francisci Forgachii de Ghymes Pannonii… Rerum Hungaricarum sui temporis Commentarii Libri XXII. e MS. in lucem produentes, laudati scriptoris Alexius Horányi. Adjeit… vita Posonii et Cassoviae, 1788 (Arcképpel és életrajzzal Horányitól. Ezen commentárokhoz testvére b. F. Simon bő jegyzeteket irt. Ism. Siebenb. Quartalschrift I. 1790. 435. l.)
- Ghymesi Forgách Ferencz Magyar historiája 1540–1572. Forgách Simon és Istvánfi Miklós jegyzéseikkel együtt; kiad. Majer Fidél, bev. Toldy Ferenc; Akadémia, Pest, 1866 (Magyar történelmi emlékek 2. oszt. Írók)
- Emlékirat Magyarország állapotáról Ferdinánd, János, Miksa királysága és II. János erdélyi fejedelemsége alatt; vál., szöveggond., jegyz., utószó Kulcsár Péter, ford. Borzsák István; Szépirodalmi, Bp., 1982 (Olcsó könyvtár)

Ez értelemzavaró s hibás kiadás; ezért az MTA újra kiadta: Ghymesi Forgách Ferencz nagyváradi püspök magyar históriája 1540–1572. Forgách Simon és Istvánfi Miklós jegyzéseikkel együtt. A herceg Esterházy-féle kéziratból közli Majer Fidél. Bevezette Toldy Ferenc. Pest, 1866. A kézirat címe:
Francisci Forgách de Ghymes De Statu Reipubl. Hungaricae Ferdinando, Johanne, Maximiliano Regibus ac Johanne secundo Principe Transylvaniae Commentarii, quibus accessere nonnulla etiam. aliorum principum gesta etc. Ism. Bud. Szemle, 1867
A fönt említett levelén kívül még két magyar levele ismeretes, egyik Armprusterhez, a pozsonyi m. kir. kamara pénztárnokához, Bécs, 1560. júl. 29. (Divatcsarnok 1854. 13. sz.), a másik 1576-ból, mely a gyulafehérvári levéltárban van.
Arcképe: rézmetszet, Tischler Antal rajzolta és metszette 1787-ben Pesten; a Commentarjai (1788) mellett.
Történetünk körül munkáján kívül is szerzett nagy érdemei: ő juttatta Antonio Bonfini öt utolsó kiadatlan könyvét Zsámboki János birtokába, aki azokat aztán Bázelben Oporinusnál 1568-ban először közzé is tette; ő ismerte fel 1569. Raguzában (ma Dubrovnik) voltakor Tuberi Lajosnak ismeretlen és Benessanál talált Commentáriusai becsét, melyeknek másoltatását eszközölte s II. Jánosnak a kéziratot meghozta; végre ő volt Brutus meghivatásának és országos történetíróvá kineveztetésének s így ez író nagybecsű magyar historiájának közvetve létesítője.